# La Selle-sur-le-Bied
 La Selle-sur-le-Bied  es una comuna francesa situada en el departamento de Loiret, de la región de Centro-Valle de Loira.
Los habitantes se llaman Sellois.

## Geografía
Está ubicada en el norte del departamento, a 15 km al noreste de Montargis.

## Historia
El uno de marzo de 2019, pasó a ser una comuna nueva al fusionar con Saint-Loup-de-Gonois que pasó a ser comuna delegada. El dos de marzo de 2020 el consejo municipal decidió su supresión como comuna delegada con carácter efectivo desde el 1 de abril de ese mismo año.

## Demografía
| 576 | 545 | 547 | 556 | 625 | 773 | 964 | 1 051 |
| Para los censos de 1962 a 1999 la población legal corresponde a la población sin duplicidades (Fuente: INSEE [Consultar]) |     |     |     |     |     |     |       |